# Bred tickgnagare
Bred tickgnagare (Dorcatoma flavicornis) är en skalbaggsart som först beskrevs av Fabricius 1793.  Bred tickgnagare ingår i släktet Dorcatoma, och familjen trägnagare. Enligt den finländska rödlistan är arten nära hotad i Finland. Arten är reproducerande i Sverige. Artens livsmiljö är naturlundskogar.